# Cezar Drăgăniță
Cezar Drăgăniță, född 13 februari 1954 i Arad, är en rumänsk handbollsspelare.
Han tog OS-silver i herrarnas turnering i samband med de olympiska handbollstävlingarna 1976 i Montréal.
Han tog därefter OS-brons i herrarnas turnering i samband med de olympiska handbollstävlingarna 1980 i Moskva.